# Maurice Borrmans
Maurice Borrmans M.Afr., né le 22 octobre 1925 à Lille et mort le 26 décembre 2017 à Bry-sur-Marne, est un prêtre catholique et islamologue français. 

## Biographie
Ordonné prêtre en 1949 en Tunisie, Maurice Borrmans appartient à la Société des missionnaires d'Afrique (Pères Blancs). Il étudie l'arabe en Tunisie, avant de poursuivre ses études à Alger. Il vivra vingt ans au Maghreb. Il enseigne ensuite à l'Institut des belles lettres arabes à Tunis, un établissement formant les missionnaires appelés à vivre dans le monde musulman. En 1964, cet institut est transféré à Rome et devient l'Institut pontifical d’études arabes et d’islamologie (PISAI). Durant plusieurs années, il y enseigne le droit musulman et l'histoire des relations islamo-chrétiennes. C'est à cette époque que, dans la ligne du concile Vatican II et dans le cadre de nouvelles relations avec les non chrétiens, Paul VI crée le Secrétariat pour les non chrétiens qui deviendra le Conseil pontifical pour le dialogue interreligieux.
Docteur ès lettres de Paris- Sorbonne, arabophone, Borrmans soutient en 1971 une thèse de doctorat sur le droit familial au Maghreb. Directeur de la revue Islamochristiana de 1975 à 2004, il participe à de nombreux colloques islamo-chrétiens en diverses capitales de la Méditerranée, et contribue à la rédaction du discours adressé par Jean-Paul II à Casablanca en 1985. Il prend sa retraite en 2004 et s'installe à la maison des Pères Blancs à Sainte-Foy-lès-Lyon. Il meurt à 92 ans dans une maison de repos à Bry-sur-Marne, des suites d'une chute.

## Ouvrages
- Codes de statut personnel et évolution sociale en certains pays musulmans, Ibla, 1963,
- Statut personnel et famille au Maghreb de 1940 à nos jours, 1977,
- Orientations pour un dialogue entre chrétiens et musulmans, Cerf, 1981,
- avec Mohammed Arkoun, et Mario Arosio, L'Islam, religion et société, Cerf, 1982
- Jésus-Christ et les musulmans d'aujourd'hui, 1996, rééd. Desclée 2005,
- Dialogue islamo-chrétien à temps et contretemps, Saint-Paul, 2002, 253 p.  (ISBN 9782850498855), avec Annie Laurent
- Jean-Mohammad Abd-El-Jalil, témoin du Coran et de l’Évangile, Cerf, Éditions franciscaines, 2004
- Prophètes du dialogue islamo-chrétien, Louis Massignon, Jean-Mohammed Abd-el-Jalil, Louis Gardet, Georges C. Anawati, Cerf, Collection L’histoire à vif, mars 2009
- Jean-Mohammed Abd-el-Jalil – Paul-Mehmet Mulla-Zadé, deux frères en conversion : du Coran à Jésus, Correspondance 1927-1957, Cerf, mars 2009
- Louis Gardet, philosophe chrétien des cultures et témoin du dialogue islamo-chrétien, 1904-1986, Cerf 2010
- Dialoguer avec les musulmans. Une cause perdue ou une cause à gagner ?, Pierre Téqui, 2011
- Lettres à un ami fraternel, Bayard, 2015[Note 1]